# 内池秀和
内池 秀和（うちいけ ひでかず、1966年8月27日 - 2018年8月19日）は、日本の作曲家。

## 経歴
アメリカでの高校時代（Maur Hill Prep School,1000 Green St.Atchison,Kansas)(Benedictine College, 1020 North 2nd St.Atchison,Kansas)に音楽を学ぶ。Maur Hill Prep Schoolの同期にHiromichi Takashiba（髙柴宏路）がいる。帰国し慶應義塾大学法学部を卒業したのち、NHK職員として番組のテーマ曲などを作りながらアーティストに楽曲提供をはじめる。韓国や香港での楽曲提供も多い。現在はNHKから独立し、アニメ『火の鳥』『リトル・チャロ』『ダーウィンが来た!』等をはじめテレビを中心に幅広く活躍。愛・地球博グローバルハウス、2010年上海万博日本産業館プログラム「誕生」の音楽も手がける。膵臓がんに因り2018年8月19日永眠。

## 主な出版楽曲
- Voyagers 〜east meets west〜（ケニー・G） - NHK「ダーウィンが来た!」エンディングテーマ
- Voyagers（平原綾香） - NHK「ダーウィンが来た!!」テーマソング
- スマイル スマイル（平原綾香） - NHK「ダーウィンが来た!!」テーマソング2012~
- 火の鳥（中島美嘉） - NHKアニメ「火の鳥」テーマソング
- まばたき（平井堅） - NHKテレビ50年「南極特番」テーマソング
- One way ticket（中ノ森BAND） - NHK「科学大好き土よう塾」テーマソング
- 駆け抜ける風（中ノ森BAND） - NHK「ロボットコンテスト」テーマソング
- STEP by STEP（米倉利紀） - NHK「みんなのうた」
- 雲（米倉利紀） - NHKアニメ「火の鳥」挿入歌
- 華-HANA-（中森明菜） - NHK-BS「地球ウォーカー」テーマソング
- Journey of Life（諫山実生） - NHK-BS「地球ウォーカー」テーマソング
- Believe（チェン・ミン） - NHK「サンデースポーツ」テーマ曲
- 歳月如夢（チェン・ミン） - NHK「司馬遼太郎と城を歩く」テーマ曲
- 誕生（チェン・ミン） - 上海国際博覧会日本産業館「誕生」テーマ曲
- ひらめき（千代正行） - NHK「サイエンスZERO」テーマ曲
- エルセフィーロ（ウェイウェイ・ウー） - NHK「スポーツ大陸」テーマ曲
- Hope（ハーレム少年合唱団） - NHK「世界潮流」テーマ曲
- I can do it now（倉木麻衣） - NHK「リトル・チャロ2」テーマソング
- Hello!（倉木麻衣） - NHK「はろ〜!あにまる」エンディングテーマ
- Sanctuary（ダニエル） - NHK「はろ〜!あにまる」テーマ曲
- 幻燈記（元ちとせ） - NHK「幻の甲子園」テーマソング
- Eternal Horizon（イラナ） - 映画「蒼き狼 〜地果て海尽きるまで〜」Music Collection
- 母なる川（大城バネサ） - NHK山形「きらりやまがた」テーマソング
- BRIGHTEST WAY（JURIAN BEAT CRISIS） - NHKドラマ「ケータイ発ドラマ 激・恋…運命のラブストーリー…」テーマソング
- 好きでいさせて（Tiara） - NHKドラマ「ケータイ発ドラマ 激・恋…運命のラブストーリー…」挿入歌
- ONE（水樹奈々） - NHK「あにまるワンだ〜」エンディングテーマ
- わすれない（藤あや子） - NHK「リトル・チャロ〜東北編〜」テーマソング
- AMAZING LIFE（MISIA） - NHK「ダーウィンが来た!」テーマソング、「劇場版 ダーウィンが来た! アフリカ新伝説」エンディングテーマ
- NHK「大相撲中継」千秋楽エンディングテーマ

## サウンドトラック
- NHK「テレビサウンド～大人の音楽～」／内池秀和　作品集
- NHK「ダーウィンが来た! 〜生きもの新伝説〜」
- NHK「リトル・チャロ ソングブック」
- NHK「リトル・チャロ2」
- NHK「ケータイ発ドラマ 激・恋…運命のラブストーリー…」
- NHK「ケータイ発ドラマ 金魚倶楽部」

## 音楽担当番組、作品
NHK
- 「火の鳥」（NHKアニメ、手塚治虫原作）
- テレビ放送50年記念「南極大紀行」
- 「サンデースポーツ」（~2006年）
- 「スポーツ大陸」テーマ曲
- 「ダーウィンが来た! 〜生きもの新伝説〜」（現：「ダーウィンが来た!」）
- 「科学大好き土よう塾」
- 「きょうの料理プラス」、「きょうの料理ビギナーズ」
- 大相撲中継・「大相撲中継エンディングテーマ」
- 「ダーウィンの動物大図鑑 はろ〜!あにまる」
- 「ここが聞きたい!名医にQ｣　（2008年4月〜2011年3月）
- 「リトル・チャロ｣（2008年4月〜2009年3月）
- 「リトル・チャロ2」（2010年4月〜2011年3月）
- 「ITホワイトボックスⅠ・Ⅱ」（2009年4月〜）
- 「トラッドジャパン｣
- 「Begin Japanology｣
- 「中高年のためのパソコン教室｣
- 「直伝 和の極意｣
- 「ニューヨーク・ウェーブ｣
- 「ケータイ発ドラマ 激・恋…運命のラブストーリー…」（2010年4月〜）
- 「ケータイ発ドラマ 金魚倶楽部」（2011年7月〜）
- 「戦後ゼロ年 東京ブラックホール」

NHK以外
- 「ボウリング革命 P★League」 （BS日テレ）
- 愛・地球博グローバルハウス
- 日中共同制作「遥かなる旅人、鄭和」（チェン・カイコー監督）
- 映画「蟻の兵隊」（池谷薫監督、2006年）
- 横浜開国博スーパーハイビジョンシアター
- 上海国際博覧会 日本産業館プログラム「誕生」（提供：ユニチャーム）